# 로버트 B. 매클러
소장 로버트 베티 매클러 (1896년 9월 15일 – 1973년 9월 15일)는 제1차 세계 대전, 제2차 세계 대전, 한국 전쟁에서 복무한 미국 육군 장교이다.
1896년 태어난 매클러는 1917년 미국 육군에 합류했다. 그는 제1차 세계 대전 당시 서부 전선에서 복무해 수훈 십자장을 받았다. 그는 전쟁 이후 육군에 남았고 제15보병여단과 함께 중국에서 복무했다. 제2차 세계 대전 때는 과달카날 전역과 뉴조지아 전역에서 여단장으로 복무했고, 그는 이후 부건빌 전역에서 미국 제23보병사단을 지휘했다. 한국 전쟁 당시 그는 로렌스 B. 키서를 대신해 미국 제2보병사단을 맡았지만 제1·2차 원주 전투에서 안 좋은 실적으로 1달 만에 자리에서 물러났다. 그는 1954년 육군에서 퇴역해 1973년 77세의 나이로 사망했다.

## 생애

### 젊은 시절 및 군사 경력
매클러는 1896년 9월 15일 롬에서 태어났고 1915년 후보생 중 일등 중위로 뉴욕 사관학교를 졸업했다. 그는 미국 해군사관학교에 1916년 입학했으나 사관학교에 남아있기 위해 필요한 성적을 유지하지 못했다. 그는 결국 미국 육군에 입대했다.
제1차 세계 대전에 미국이 참전한 이후 매클러는 보병과의 소위였고, 그는 제1차 세계 대전 당시 미국 해외원정군 소속 제26보병사단의 일부였던 제102보병여단에 복무하며 서부 전선에 참전했다. 그는 벨리우뵈에서 보여준 그의 행동으로 수훈 십자장을 받았다.

### 전간기
전쟁이 끝난 직후 육군에 남아있던 매클러는 1927년부터 1933년까지 미국 제15보병여단에 복무하며 중화민국 톈진시에 있었고, 앨버트 코디 웨더마이어 휘하에서 복무했다. 그는 미국 육군참모대학교에 1938년 입학했고, 그는 그곳에 동료 강사였던 J. 로턴 콜린스를 만나게 되었다. 졸업 후 매클러는 제25보병사단의 참모로 복무했다.

### 제2차 세계 대전
1942년 콜린스가 제25보병사단의 사단장이 된 이후 그는 매클러를 사단 휘하 여단장으로 만들었고, 매클러는 제35보병여단의 여단장이 되었다. 매클러는 과달카날 전역, 뉴조지아 전역을 비롯해 벨라 라벨라 육상전에서 여단을 지휘했다. 1943년 그는 2성 장군이 되어 미국으로 돌아왔고, 그는 대령이 되어 사단을 직접 지휘할 수 있게 되었다. 그는 84보병사단을 이끌었고, 6개월 간의 유럽 작전 전구 지역에서 군대를 훈련시킨 후 그는 미국 제23보병사단의 사단장으로 솔로몬 제도에 돌아왔다. 이후 그는 부건빌 전역에 참여했다.
1944년 11월 매클러는 중국으로 돌아와 웨더마이어의 참모총장으로 일했다. 웨더마이어는 중국 주둔 미군의 사령관을 조지프 스틸웰로 교체했고, 매클러는 그의 도착 이후 중국 전투 사령부에 배치되었다. 그는 전시 기간 동안 무훈특공장을 2번이나 수여받았다.

### 한국 전쟁
1950년 12월 한국 전쟁 당시 로렌스 B. 키서는 제2차 청천강 전투에서의 패배로 미국 제2보병사단의 지휘관 자리에서 축출되었다. 매클러가 그를 대체해 새로운 사단장으로 부임했다. 본래 미국 제9군단 소속이었던 제2보병사단은 미국 제10군단으로 재배치되어 군단장 에드워드 알몬드의 지시를 따르게 되었다. 알몬드는 매클러의 지도력 중 중요한 것을 알아가기 시작했는데 미국 제8군의 사령관 매슈 리지웨이의 보고로부터 매클러가 예지력이 부족하다는 것을 언급했다. 사단은 이후 원주로 이동했는데, 리지웨이는 원주를 제2의 서울이라고 불렀다. 제1·2차 원주 전투에서 매클러는 한국군의 측방을 엄호하며 원주를 방어하는 것이 어렵다고 판단해 알몬드가 지시한 거리보다 훨씬 먼 거리를 철수했다. 이는 자신의 명령에 불복종한 알몬드를 분노하게 했다. 사단장이 된 지 1달이 채 되지 않았을 때 매클러는 형편없는 지도력으로 축출되었고, 클라크 L. 러프너가 그의 후임자로 들어왔다.
로버트 배티 매클러는 그의 77번째 생일이었던 1973년 9월 15일 사망했고, 버지니아주의 알링턴 국립묘지에 묻혔다.